# Pierre Salomon
Pierre Salomon (* 31. Dezember 1902; † 20. April 1983) war ein französischer Romanist und Literaturwissenschaftler.

## Leben und Werk
Salomon war Agrégé des lettres (1927) und Direktor (Proviseur) des Lycée Buffon in Paris. Er gab im Verlag Masson die Reihe Ensembles littéraires heraus.

Salomon war Offizier der Ehrenlegion.

## Werke

### Monographien
- Una romance romanesco: "Lélia" de G. Sand (1833), Coimbra 1928 (Publicações da Sala Francesca da Faculdade de Letras da Universidade de Coimbra 4, 20 Seiten)
- George Sand, Paris 1953, 1962, 1968, Meylan 1984; u. d. T. Née romancière. Biographie de George Sand, Grenoble 1993
- Précis d'histoire de la littérature française, Paris 1964, 1969
- Le roman et la nouvelle romantiques, Paris 1970
- Littérature française. Les mouvements littéraires, les écrivains, leurs œuvres, Paris 1978, 1981, 1985

### Herausgebertätigkeit
- George Sand, Lettres d'un voyageur. Extraits, Paris 1936
- (mit Jean Mallion) George Sand, La Mare au diable. François le Champi, Paris  1956, 1962, 1965, 1969, 1972, 1979, 1981 (Classiques Garnier)
- (mit Jean Mallion) George Sand, Les maîtres sonneurs,  Paris 1956, 1968, 1980 (Classiques Garnier)
- (mit Jean Mallion) George Sand, La petite Fadette, Paris 1958, 1967, 1969, 1981 (Classiques Garnier)
- L'Oeuvre de Musset. Extraits, Paris 1959
- George Sand, Indiana, Paris 1963, 1985
- Prosper Mérimée, Colomba, Paris 1964
- Prosper Mérimée, Nouvelles. Extraits choisis, Paris 1967
- (mit Maurice Defaut) Les poètes du XVIe siècle, Paris 1970
- (mit Gilbert Léoutre) Baudelaire et le symbolisme, Paris 1970
- (mit Jean Mallion) Prosper Mérimée, Romans et nouvelles. Théâtre de Clara Gazul. Mateo Falcone. La Venus d'Ille. Colomba, Paris 1978, 2001 (Bibliothèque de la Pléiade)
- (mit Jean Mallion) George Sand, Un hiver à Majorque, Grenoble 1985, 1993